# El pensamiento heterosexual y otros ensayos
El pensamiento heterosexual y otros ensayos es una colección de ensayos de 1992 de Monique Wittig. Fue traducida al francés como La pensée straight en 2001 y traducido al español en 2006.

## Resumen
El libro se compone de una introducción y nueve  ensayos. Con él, la autora busca reformular  las teorías  feministas  a  partir  del  lesbianismo  radical. Cuestiona  la  heterosexualidad  “no  ya  concebida como sexualidad, sino como un régimen político”.
El libro está dividido en dos partes: en la primera parte los ensayos son La categoría  de  sexo, No  se  nace  mujer,  El  pensamiento  heterosexual, A  propósito  del  contrato  social  y Homo Sum.
La segunda está compuesta por El  punto  de  vista: ¿universal  o  particular?, El caballo de Troya, La marca del género y El lugar de la acción.

#### El pensamiento heterosexual
En abril de 1979, Wittig pronunció su ensayo, El pensamiento heterosexual, como discurso de apertura en el ciclo de conferencias que tuvieron lugar en el Barnard College bajo el título "The Scholar and the Feminist Conference, The Future of Difference". El ensayo apareció en francés en la revista Questions féministes, donde el colectivo editorial, que incluía a Wittig, se dividió por "la cuestión lésbica", lo que llevó a la disolución del colectivo y al final de la publicación. También apareció en inglés en Feminist Issues .

#### Nadie nace mujer
Nadie nace mujer, fue presentado en septiembre de 1979 en la Conferencia del 30 aniversario de la publicación  El segundo sexo de Simone de Beauvoir celebrada en la Universidad de Nueva York. En él retoma las conclusiones de la visión política y feminista de Simone de Beauvoir sobre las lesbianas. Wittig escribe "Las lesbianas no son mujeres" bajo el supuesto de que el término "mujer" es definido por los hombres. Además, compara a las lesbianas con esclavas fugitivas.

#### El caballo de Troya
En El caballo de Troya explica su teoría de la literatura como una "máquina de guerra", haciéndose eco de Gilles Deleuze.